# Barrio Sur (Buenos Aires)

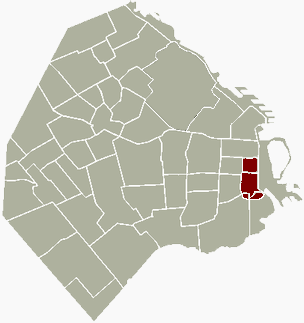
Coincidencia aproximada con los barrios de San Telmo y Montserrat.

Barrio Sur es la denominación popular del oficialmente denominado Catedral al Sur que fue uno de los dos primeros barrios que existieron en la Ciudad de Buenos Aires (Argentina).

## Origen del nombre

### Catedral al sur
Llamado de esa forma porque se encontraba al sur de la Catedral Metropolitana. 

### Barrio sur
Conocido popularmente también con este nombre porque antiguamente se encontraba al Sur de la zona céntrica de la ciudad. 

## Historia del barrio
En este barrio (que actualmente comprende la totalidad de los barrios de Monserrat y San Telmo y pequeñas partes de Barracas y La Boca) vivía la clase alta de la sociedad porteña y fue una de las primeras zonas en ser pobladas ya que se encontraba entre el centro de la ciudad y el antiguo Puerto de los Navíos. 
El barrio empezó a adquirir identidad hacia finales del siglo XIX, la presencia de las clases altas se mantuvo hasta que surgió la fiebre amarilla que brotó en el barrio, proclive a las inundaciones, moviendo a las familias más ricas hacia el Barrio Norte.
Aparece en varios relatos de Jorge Luis Borges, como el barrio intrínsecamente porteño.

## Características
La zona conforma cierta unidad arquitectónica que la asemeja al viejo Montevideo y a La Habana Vieja, y se caracteriza por su antigua opulencia en decadencia y gran vida cultural. 